# ولسوالی دره صوف

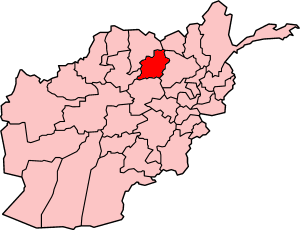
موقیعت جفرافیای دره صوف افغانستان

این شهردر حدود ۱۳۰ کیلومتر دور از شهر ایبک مرکز ولایت سمنگان و ۲۰۰ کیلومتر از شهر مزارشریف واقع شده‌است.
مساحت مجموعی این ولسوالی در حدود ۴۴۰۰ متر مربع می‌باشد.

## جغرافیا
قسمت زیادی از این دره را تپه‌های بلند و هموار احاطه نموده‌است. همه ساله در این تپه‌ها گندم للم (گندم سفید) کشت می‌شود. ارتفای دره صوف حدود ۱۴۰۰ متر از سطح بحر می‌باشد.
دریای خروشان دره صوف از قلعه سرکاری مرکز دره صوف گذشته به زیبای این منطقه افزوده‌است. درحال حاضر مردم طور شخصی توربین‌های خیلی کوچک را در این دریا نصب نموده و از آن برق استحصال می‌نمایند.

## مردم‌شناسی
دره صوف دارای نفوس بیش از ۲۰۰ هزار می‌باشند. از آنجا که تاکنون سرشماری معیاری در افغانستان صورت نگرفته، هیچ آمار درستی از جمعیت این منطقه نیز در دسترس نیست اما بنا به تخمین اهالی محل، جمعیت این منطقه بین ۲۰۰ تا ۳۰۰ هزار نفر است. اکثریت باشندگان این دره از هزاره، ازبک و تاجیک می‌باشد.

## تعلیم و تربیه
در این ولسوالی ۱۱ مکتب ابتدائی یک لیسه، دو مدرسه دینی فعال اند.

## تاریخچه
دره صوف همچون دیگر مناطق ولایت سمنگان از جمله مناطق با سابقه بسیار قدیم تاریخی است و نام آن در برخی متون تاریخی ذکر شده‌است. قیام مردم دره صوف در ۲۵ دلو سال ۱۳۵۷ علیه حکومت حزب دموکراتیک خلق افغانستان بوقوع پیوست. پس از این قیام، حاکمیت دولت درین محل سقوط کرد. این ملت در جنب اینکه تلفات جانی را قبول کردند سایر تلفات را نیز متقبل شدن. در زمان طالبان دره صوف مرکز مقاومت در برابر طالبان گردیده بود.

## راه‌ها
راه اصلی دره صوف از طریق ایبک، مرکز ولایت سمنگان به شاهراه مزارشریف-کابل می‌رسد. راه دیگر دره صوف مستقیماً به سمت مزارشریف می‌باشد. در این اواخر دولت کار قیر ریزی این سرک را با همکاری دولت کره جنوبی به هزینه ۶۰ میلون دالر آغاز نموده و به پایان رسانده‌است

## تقسیمات اداری
دره صوف در این اواخر به دو ولسوالی تقسیم شدن دره صوف بالا و دره صوف پائین.
قریه‌های مشهور این ولسوالی قریه کمج (یکی از قریه‌های معروف و فرهنگی ولسوالی دره صوف و همچنین یکی از مراکز علمی سمت شمال افغانستان)، تور، دایمراد، تیوه تاش، حسنی، دهی، نوامد، شیخه، قره احمد، جرس تاقچی چهارده قرمقل و خاکباد می‌باشد.

## اقتصاد
معادن زغال‌سنگ دره صوف، که بزرگ‌ترین و با کیفیت‌ترین معادن زغال‌سنگ افغانستان را در خود جای داده است، سالانه منبع عظیمی از درآمد برای فرماندهان محلی، زورمندان و دولت مرکزی به شمار می‌رود. با این حال، این معادن هیچ سودی برای مردم منطقه نداشته و نتوانسته است سبب رشد اقتصادی و فرهنگی آنها شود. در حالی که بسیاری از مردم دره صوف همچنان به کشاورزی و دامداری اشتغال دارند و از ثروت نهفته در دل سرزمین خود بی‌بهره‌اند.
دره صوف در طول سال‌ها شهدای فراوانی را در مبارزات علیه شوروی و طالبان تقدیم کرده است. مردمی که اعم از شیعه و سنی، با دستان خالی در دفاع از سرزمین و آزادی خود برخاسته‌اند. این منطقه از نظر موقعیت سیاسی و نظامی حتی بالاتر از پنجشیر قرار دارد. در حالی که مقاومت پنجشیری‌ها با کمک ابزارهای پیشرفته نظامی صورت گرفت، مردم دره صوف با حداقل امکانات و حتی بدون سلاح‌های مدرن به مقاومت پرداختند.
علی‌رغم این جایگاه سیاسی و اقتصادی و پیشینه مبارزاتی، دولت مرکزی افغانستان بی‌توجهی عمیقی نسبت به مردم دره صوف از خود نشان داده است. دولت هر سال میلیون‌ها دلار از درآمد معادن ذغال‌سنگ دره صوف به دست می‌آورد، اما هیچ‌گونه خدمات زیربنایی و توسعه‌ای برای این منطقه فراهم نکرده است. حتی جاده‌های منتهی به این معادن هنوز به‌درستی ساخته نشده و در وضعیت بسیار بدی قرار دارند.
با وجود تمام معیارهایی که دره صوف برای تبدیل شدن به یک ولایت داراست—از جمله وسعت جغرافیایی، کثرت جمعیت، و منابع اقتصادی غنی—این منطقه همچنان به‌علت تبعیض‌های قومی و سیاسی در سطح ولسوالی باقی‌مانده است. در حالی که بسیاری از ولایات پشتون‌نشین که از لحاظ وسعت، جمعیت و منابع اقتصادی حتی به پای دره صوف نمی‌رسند، به راحتی ولایت شده‌اند، نشان‌دهنده نابرابری و بی‌عدالتی دولت مرکزی در قبال این منطقه است. سیاست‌های تبعیض‌آمیز و حمایت یک‌جانبه از پشتون‌ها، مردم دره صوف را از حق مسلم خود محروم کرده است.